# Baggs (Wyoming)
Baggs es un pueblo ubicado en el condado de Carbon en el estado estadounidense de Wyoming. En el año 2010 tenía una población de 440 habitantes y una densidad poblacional de 338.46 personas por km² .

## Geografía
Baggs se encuentra ubicado en las coordenadas 41°2′3.91″N 107°39′26.53″O / 41.0344194, -107.6573694, al sur del estado, junto a la frontera con Colorado. Según la Oficina del Censo, la localidad tiene un área total de 1,3 km² (0,5 mi²), de la cual 1,3 km² (0,5 mi²) es tierra y 0 km² (0 mi²) (0.0%) es agua.

### Localidades adyacentes
El siguiente diagrama muestra a las localidades en un radio de 96 kilómetros (59,7 mi) de Baggs.

## Demografía
En el 2000 la renta per cápita promedia del hogar era de $29.688, y el ingreso promedio para una familia era de $38.250. El ingreso per cápita para la localidad era de $20.812. En 2000 los hombres tenían un ingreso per cápita de $32.031 contra $21.250 para las mujeres. Alrededor del 14.90% de la población estaba bajo el umbral de pobreza nacional.